# Liste des ouvrages de Denis de Rougemont
Cette page présente les ouvrages écrits par Denis de Rougemont.

## Années 1920 et 1930

### Les Méfaits de l'Instruction publique(1929)
C'est le premier ouvrage de Denis de Rougemont. Il a été publié en 1929 aux Éditions des Petites Lettres de Lausanne.

### Politique de la Personne(1934)
Dans cet ouvrage paru en 1934, Rougemont dénonce à la fois la montée du péril totalitaire, le conformisme bourgeois et l'oppression capitaliste. « La Politique est l'art de gouverner les hommes, il ne saurait être indifférent à ceux qui l'exercent de connaître d'abord l'homme, quelles sont les conditions de son humanité, à quelles règles il faut se plier pour respecter en lui sa raison d'être ». Selon lui, les idéologies ont perdu «la mesure de l'humain». Le devoir des intellectuels est de rétablir la personne, i.e. l'homme en tant qu'acte libre et responsable. Dans son diagnostic de la crise de civilisation, de Rougemont affirme que le devoir des intellectuels est de conduire une critique des mythes, de rétablir les valeurs fondamentales et concrètes de la personne, et de bâtir des institutions qui la respectent, comme le fédéralisme.

### L'Amour et l'Occident(1939)
L'ouvrage est publié en 1939, réédité en 1956 et 1972.
Il y distingue deux types d’amours, et plus précisément deux manières de vivre, symbolisés à ses yeux par Éros et Agapé. Il identifie aussi dans la poésie cathare l'origine de la passion amoureuse qui s'exprime à travers la littérature occidentale et que l'Antiquité, selon lui, a ignorée,.

### Autres ouvrages
- Le Paysan du Danube (1932. Rééditions : Journal d'une époque, 1968 ; 1982)
- Penser avec les mains (1936. Réédition : 1972)
- Journal d'un intellectuel en chômage (1937. Rééditions : Journal d'une époque, 1968)
- Journal d'Allemagne (1938. Réédition : Journal d'une époque, 1968)

Ce recueil de notes établies au jour le jour représente une analyse lucide et dense de l'origine et de l'essence du national-socialisme.
Pour Rougemont, le nazisme est proche du jacobinisme de 1793: dictature au nom du peuple, centralisation extrême de l'appareil étatique, répression de tous les courants de pensée, suppression de toute libre expression, divinisation des masses, exaltation du culte de la nation, dictature.
L'Allemagne nazie représente la déchéance de l'État-Nation ; elle s'est construite sur la misère du peuple, trompé par une mystique qui dit unir l'individu à la nation. L'auteur appelle à une résistance déterminée face au totalitarisme et prône une renaissance spirituelle de l'homme.
Au niveau politique, le fédéralisme, valeur mythique de la Suisse, lui apparaît comme la seule solution durable.
- Nicolas de Flue (1939. Réédition en 1940)

Est un drame en trois actes, il a été mis en musique par Arthur Honegger.
Nicolas de Flue, ermite du Ranft, a acquis un respect unanime auprès de tous les Suisses, pour lesquels il incarne l'idéal d'une défense spirituelle à tout prix contre le mal. Rougemont tente dans cette œuvre de présenter aux Suisses un destin exemplaire, une force morale propre à les solidariser, sur une base de foi chrétienne engagée contre toute menace extérieure.

## Années 1940 et 1950

### L'Aventure occidentale de l'Homme(1957)
Synthèse sur les croyances de l'homme du XXe siècle, mêlées à sa raison d'être et à son milieu. Deux dimensions maîtresses conduiraient le dessin de l'homme, celle de l'Occident et celle de l'Orient. Historiquement, l'option occidentale de l'homme a été prise lors des grands conciles, qui ont défini la place de la personne par rapport à Dieu, à partir de la Sainte Trinité, se basant sur le Christ, "vrai homme et vrai Dieu, Lumière née de la Lumière". La quête du Progrès a amené l'homme à transposer abusivement les valeurs spirituelles, ne lui permettant pas de trouver son équilibre. Denis de Rougemont préconise une philosophie de la liberté qui prend en compte la nécessaire dimension divine, un dialogue métaphysique entre l'Orient et l'Occident, une réconciliation de l'Aventure chrétienne occidentale et de la voie religieuse orientale.

### Autres ouvrages
- Mission ou Démission de la Suisse (1940)

Est un recueil qui rassemble diverses conférences et essais publiés entre 1937 et 1940. La préoccupation de l'auteur est la sauvegarde des valeurs fondatrices de la Suisse, qui sont indissociables de la culture européenne. Au-delà de l'appel à la résistance lancé à tous ces concitoyens, Rougemont rappelle la mission de la Suisse: maintenir par-dessus tout un référentiel personnaliste chrétien, transposé politiquement par le fédéralisme.
La Suisse doit se montrer à la hauteur de sa tâche, et ne pas se réfugier derrière une neutralité-privilège, ou une neutralité-alibi. La Suisse doit être annonciatrice de l'Europe fédérale.
- Qu'est-ce que la Ligue du Gothard ? (1940)

Est un manifeste, qui expose les principes d'action et le programme de la Ligue du Gothard, mouvement prônant la défense « à tout prix » de l'indépendance nationale de la Suisse, la nécessité d'une collaboration de toutes les forces vivantes du pays devant le péril extérieur. La Ligue est constituée par des équipes locales réunies en une fédération, laquelle est chapeautée par un directoire chargé de coordonner les initiatives et l'action des groupes particuliers.
Ses moyens sont la manifestation par l'intervention personnelle de ses membres dans la vie publique, l'appel en faveur d'une défense nationale autour du bastion du massif du Saint-Gothard, la collecte de renseignements et d'études utiles à l'évaluation de la situation et à la mise en place de réformes économiques, politiques et institutionnelles, et enfin la « lutte contre le défaitisme et la propagande mensongère ».
- The Heart of Europe. Avec Charlotte Muret (1941)
- La Part du Diable (1942. Rééditions : 1944 et 1982)

Si le Malin semblait s'être esquivé, il est de retour sous les traits d'Adolf Hitler, à la fois accusateur, tentateur et menteur. Le Diable est cependant bien plus qu'Hitler, il se manifeste dans toutes les lâchetés humaines, engendre de nouvelles croyances en de nouvelles idoles, en de faux dieux.
La présence du Diable est l'absence de Dieu et la négation de la Personne. Il revient à cette dernière de s'opposer avec la dernière force à l'ordre de la parole, à réinventer des valeurs de vertu, de responsabilité, de solidarité et de charité.
- Lettres sur la bombe atomique (1946)
- Journal des deux Mondes (1946. Réédition : Journal d'une époque, 1968)

Retrace l'itinéraire de Denis de Rougemont durant les années 1939-1940, passées en Suisse, et son exil aux États-Unis durant les années 1940-1946.
Denis de Rougemont met en parallèle deux mondes pendant la deuxième guerre mondiale. D'une part une Europe en guerre, victime du totalitarisme et d'autre part l'Amérique, pays de la liberté et de la démocratie, en paix du moins jusqu'en 1941.
- Personnes du Drame|Les Personnes du Drame (1947)

Dans cette œuvre, Denis de Rougemont se livre à des méditations sur les rapports que divers écrivains ont entre eux, passant de la "magie" et du "germanisme surmonté" (Goethe), à "l'opposition du solitaire et de la foule à l'intérieur même de l'individu" (Kierkegaard), de "l'insupportable et trop lucide hésitation de l'homme placé devant l'absurdité du transcendant" (Kafka), en passant par le "triomphe d'une parole mortelle et salutaire sur un individu puissamment naturel" (Luther), à la lutte d'un "créateur contre les automatismes" (Ramuz).
Ces comparaisons sont parachevées par une étude sur la national-socialisme, prolongement de la mystique romantique allemande.
- Doctrine fabuleuse (1947)
- Vivre en Amérique (1947)
- Suite neuchâteloise (1948. Réédition : 1982)
- L'Europe en jeu (1948)
- Lettres aux députés européens (1950)
- La Confédération helvétique (1953)
- Définitions, valeurs, énergie, recherches : quatre essais européens (1958)

## Années 1960 et 1970
- Vingt-huit siècles d'Europe: la conscience européenne à travers les textes (1961. Réédition : 1990 avec préface de Jacques Delors)
- Comme toi-même (1961)
- Les Chances de l'Europe (1962)
- The Christian Opportunity (1963)
- Fédéralisme culturel (1965)
- La Suisse ou l'Histoire d'un Peuple heureux (1965. Réédition : 1970)

À travers l'exemple de son pays, Denis de Rougemont montre dans cet ouvrage comment fonctionne une fédération. La partie historique retrace l'histoire du mythe suisse.
Ce pays, réservé par rapport à la formation de l'Europe des six (qui deviendra bien après l'U.E.), est pourtant un microcosme idéal des réalités que l'Europe devra tôt ou tard affronter.
C'est dans ce livre que Rougemont complète la phrase de Victor Hugo (« dans l'histoire des peuples, la Suisse aura le dernier mot ») par le fameux « encore faut-il qu'elle le dise ».
«Plus qu'un pays, si beau soit-il, et plus qu'un peuple, aussi «heureux» que je l'ai dit, le nom de la Suisse désigne une certaine forme d'existence en communauté, une certaine structure des relations publiques, l'idée supérieurement paradoxale, si l'on y réfléchit, d'une société des hommes libres.»
- Journal d'une époque (1968)
- L'un et le divers (1970)
- Lettre ouverte aux Européens (1970)
- Le Cheminement de esprits (1970)
- Les Mythes de l'Amour (1972, réédition de Comme toi-même : titre de l'ouvrage emprunté au Lévitique (XIX, 18).

Reprend les thèmes essentiels développés dans L'Amour et l'Occident. Rougemont ouvre la voie à un nouveau dialogue entre la dialectique de l'amour et celle de la personne, que l'Occident a moralisées en rendant conflictuelles les dimensions morales et érotiques.
- Les Dirigeants et les finalités de la société occidentale (1972)
- Journal d’un Européen (fragments) (1974)

### L'Avenir est notre affaire(1977)
C'est la dernière œuvre d'importance de Denis de Rougemont. Paru chez Stock en 1977, ce testament vise à relier le problème de l'environnement à celui des régions. La course au PNB, le « prestige national brutal », est à l'origine d'une crise globale des systèmes socio-politique de la Terre. Le XXe siècle a généré une dialectique mortelle pour l'homme, celle du progrès scientifique à tout prix, qui arrache toute capacité de décider son avenir. Pour l'auteur, nous sommes responsables de nos actes, nous devons réaffirmer la primauté des fins sur les moyens, en favorisant l'émergence des régions, « espaces de participation civique », « antithèses à l'État-Nation » que cependant l'auteur ne voue pas à la disparition comme chez certains militants régionalistes.

### Autres ouvrages
- Rapport au peuple européen sur l'état de l'union de l'Europe (1979)
- Le Paysan du Danube et autres textes  (1982)
- Inédits, extraits de cours choisis et présentés par Jean Mantzouranis et François Saint-Ouen (1988)
- Dictionnaire international du fédéralisme (dir.), éÉdité par François Saint-Ouen (1994)
- Faire des Européens. Essais sur l'École et l'Université, textes présentés et annotés par Nicolas Stenger, Genève, Éditions La Baconnière (2019)